# Under Control (Calvin Harris e Alesso)
Under Control è un singolo del DJ britannico Calvin Harris e del DJ svedese Alesso, pubblicato il 7 ottobre 2013 come primo estratto dagli album in studio Motion di Harris e Forever di Alesso.

## Descrizione
Prodotto dai due DJ stessi, il brano ha visto la partecipazione del duo britannico Hurts, sebbene il solo Theo Hutchcraft abbia preso parte alle registrazioni.

## Tracce
Testi e musiche di Calvin Harris, Alessandro Lindblad e Theo Hutchcraft.
Download digitale – 1ª versione
1. Under Control – 3:04

Download digitale – 2ª versione
1. Under Control (Extended Mix) – 5:36

CD singolo (Europa)
1. Under Control – 3:04
2. Under Control (Extended Mix) – 5:36

## Formazione
- Calvin Harris – produzione, missaggio ingegneria del suono, strumentazione
- Alesso – produzione, missaggio, strumentazione, ingegneria del suono
- Theo Hutchcraft – voce
- Mike Marsh – mastering

## Classifiche
| Classifica (2013) | Posizione massima |
| ----------------- | ----------------- |
| Australia         | 17                |
| Austria           | 21                |
| Belgio (Fiandre)  | 42                |
| Belgio (Vallonia) | 52                |
| Canada            | 82                |
| Danimarca         | 28                |
| Finlandia         | 5                 |
| Francia           | 55                |
| Germania          | 24                |
| Irlanda           | 5                 |
| Norvegia          | 9                 |
| Nuova Zelanda     | 31                |
| Paesi Bassi       | 59                |
| Regno Unito       | 1                 |
| Stati Uniti       | 103               |
| Svezia            | 8                 |
| Svizzera          | 34                |
| Ungheria          | 5                 |